# St. Martin (Rheinbach)

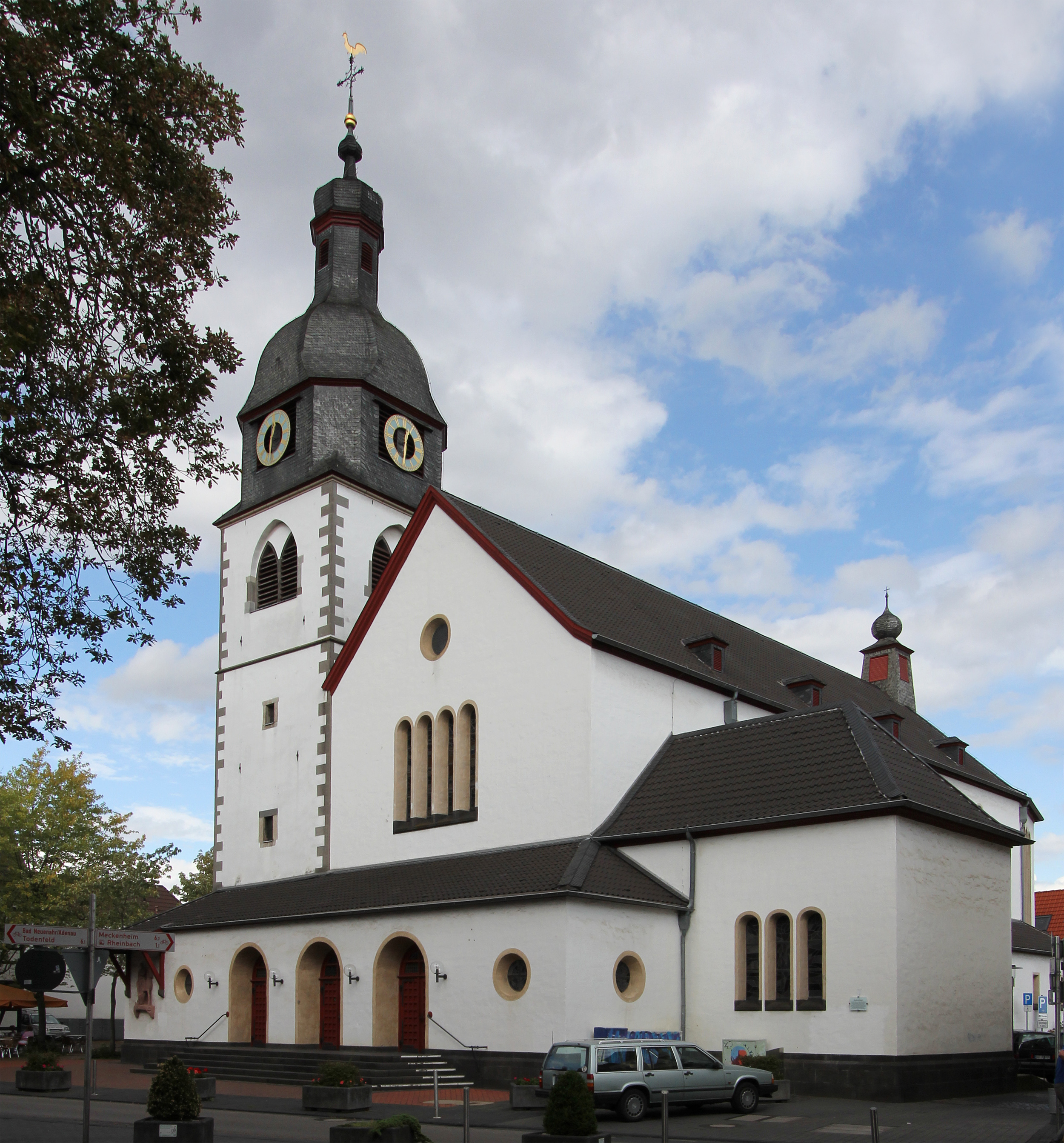
St. Martin Rheinbach

St. Martin ist eine römisch-katholische Pfarrkirche in Rheinbach im Kreisdekanat Rhein-Sieg-Kreis (Erzbistum Köln). Sie liegt in der Kernstadt von Rheinbach zwischen der Hauptstraße und der Langgasse. Zur Pfarrgemeinde St. Martin gehören weitere 10 Kirchen und Kapellen in der Stadt Rheinbach und im benachbarten Kalenborn.

## Geschichte

### Geschichte der ursprünglichen Pfarrkirche

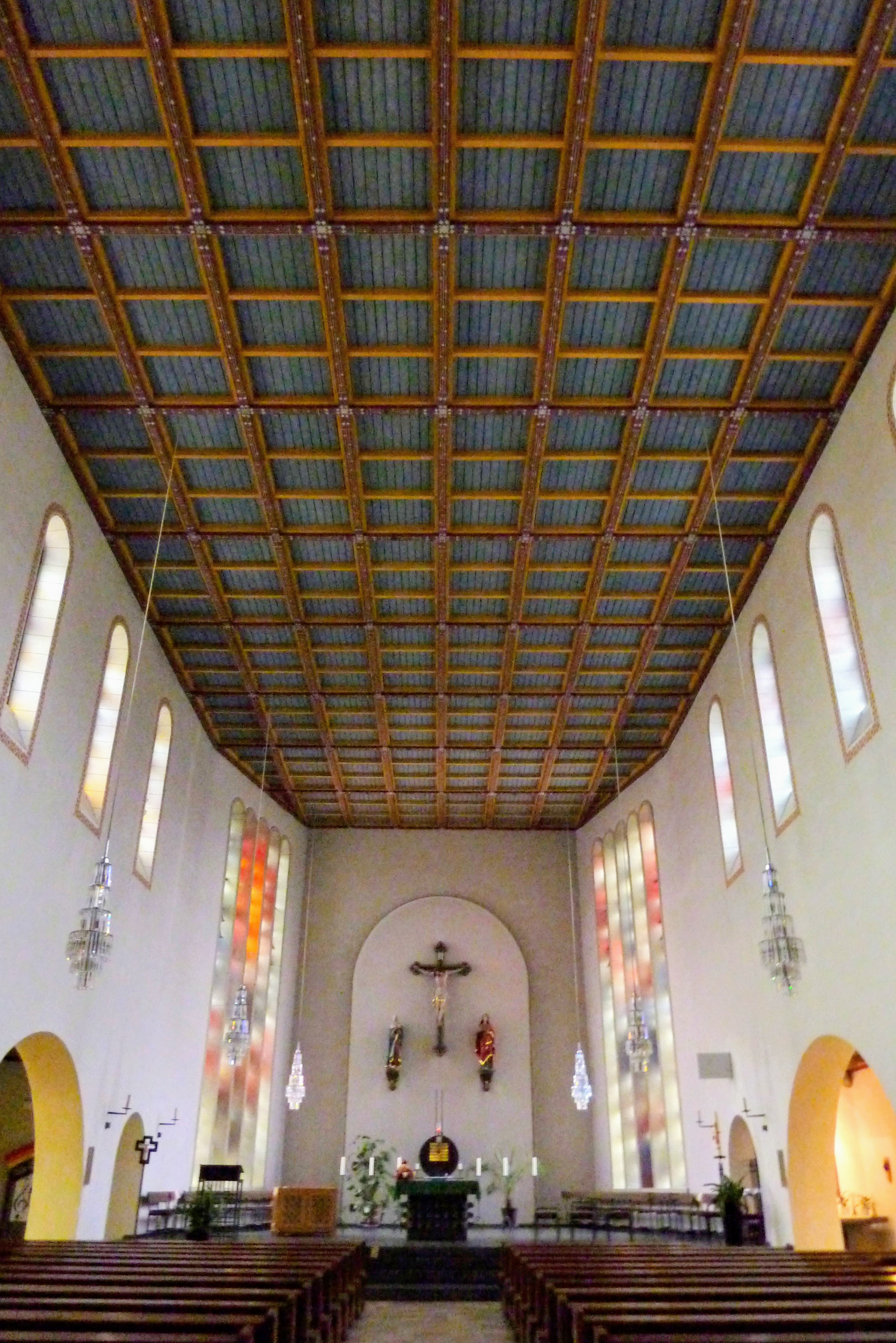
Blick zum Altar

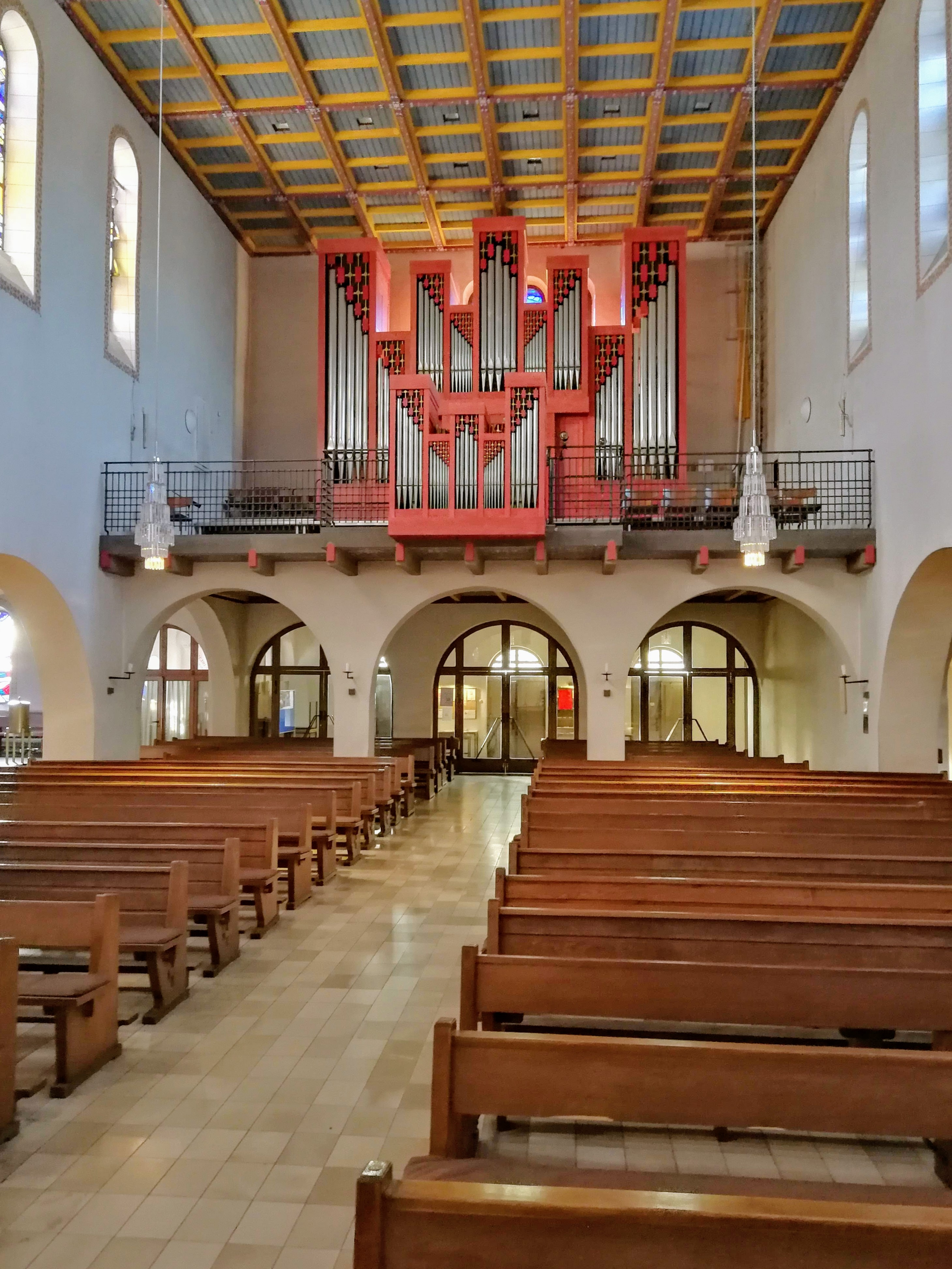
Blick zur Orgel

Eine Kirche mit dem Patrozinium des heiligen Martin von Tours in Rheinbach wird erstmals im Jahre 943 erwähnt. Ihre Grundmauern sind heute auf dem alten Friedhof von Rheinbach wieder sichtbar gemacht worden inklusive einer Hinweistafel. Da sie außerhalb der Stadtmauern lag, verlor sie seit dem Mittelalter zunehmend an Bedeutung, nachdem innerhalb der Stadt die Kirche „Unsere Liebe Frau und St. Georg“ errichtet wurde. Diese besaß zwar keine Pfarrrechte, aber wurde sie doch schnell zur Hauptkirche. Als die eigentliche Pfarrkirche dann 1789 vom Blitz getroffen wurde und abbrannte, wurden die Pfarrrechte und das Patrozinium der Pfarrkirche auf die in der Stadt gelegene Kirche übertragen. Die Grundmauern der ehemaligen Pfarrkirche sind auf dem heutigen Martinsfriedhof noch zu sehen. Diese Kirche war mit 23 m Länge und 11,5 m Breite kleiner als ihre Filialkirche innerhalb der Stadt.

### Unsere Liebe Frau und St. Georg
Die Kirche wurde 1313 errichtet und besaß einen Glockenturm, der außerhalb der Achse des Chores lag. Die Kirche wurde in mehreren Bauabschnitten erweitert und bildete schließlich eine dreischiffige Hallenkirche in spätgotischer Formgebung mit vorgelagertem Westchor und zwei polygonalen Chören; im Nordosten war eine Sakristei angebaut. Mit drei Gewölbejochen ausgestattet, betrug die Länge von West nach Ost 21,40 m, die Breite von Nord nach Süd 18 m. Die Fläche des Kirchenraumes, ohne Altarraum und Säulen, soll 280 m² betragen haben. Zur Ausstattung gehörte u. a. ein Chorgestühl aus dem 15. Jahrhundert.

### Auf dem Weg zum ersten Neubau
Bereits 1813 hat der Stadtrat zu Protokoll gegeben, dass die ehemalige Filialkirche, die jetzt Pfarrkirche sei, von ihrer Größe her nicht ausreiche. So wurden 1829 die Emporen der Kirche vergrößert, wodurch man etwas Platz gewinnen konnte. In den kommenden Jahrzehnten kam es zwar zu Instandhaltungsarbeiten an der Kirche wie auch zu verschiedenen inneren Verschönerungen, nicht aber zu einer Erweiterung des Baues. Erst am 12. November 1882 wurde der St.-Martinus-Pfarrverein gegründet, welcher Bau und Finanzierung einer neuen und größeren Pfarrkirche zum Ziel hatte. Die alte Stadtkirche war zu diesem Zeitpunkt bereits in einem recht schlechten Zustand.

### Der erste Neubau
Der erste Neubau der Kirche war im eigentlichen Sinne kein Neubau, sondern ein Erweiterungsbau, denn er beinhaltete noch Teile der alten Kirche und wurde in seinen Plänen 1902 gefertigt. Während das nördliche Seitenschiff niedergelegt wurde, blieben der Turm, das Hauptschiff und das südliche Seitenschiff bestehen. Der Neubau schloss sich an das alte Hauptschiff an und wurde nun nach Norden ausgerichtet. Die alte Orgel blieb an ihrer alten Stelle erhalten, nun jedoch in einem Seitenschiff gelegen, und wurde im gegenüberliegenden Seitenschiff durch eine neue Klais-Orgel erweitert. Dem Altbau angeglichen und dem Zeitgeschmack entsprechend, war der Neubau im Stil der Neugotik gehalten.

### Der zweite Neubau
Nachdem die Kirche am 5. März 1945 durch Bomben fast vollkommen zerstört worden war, kam es nach dem Zweiten Weltkrieg, zwischen 1948 und 1950, zu einem Neubau. Lediglich der Turm der alten Kirche blieb erhalten. Der Architekt Toni Kleefisch (1888–1975) entwarf eine Kirche in den Maßen der alten Kirche.

## Architektur
Mit ihrem großen und hohen Hauptschiff und ihren beiden kleinen, niedrigen Seitenschiffen ist sie einer romanischen Basilika nachempfunden. Dies zeigt sich nicht zuletzt in ihren Fenstern und der hölzernen Kassettendecke. Diese ist bemalt und zeigt Neumen, welche an die musikalische Tradition der Pfarrei erinnern. Der höher gelegene Altarraum ist geräumig und besitzt ein Chorgestühl. Unter dem Turm der Kirche liegt eine Marienkapelle, ihr gegenüber die Taufkapelle.
1968/1969 erhielt die Kirche ihre Fenster mit Malereien von Ernst Otto Köpke.
Unter dem Altarraum gibt es eine Krypta, die von vier Säulen getragen wird und in einem sehr schlichten Stil gehalten ist.

## Orgel

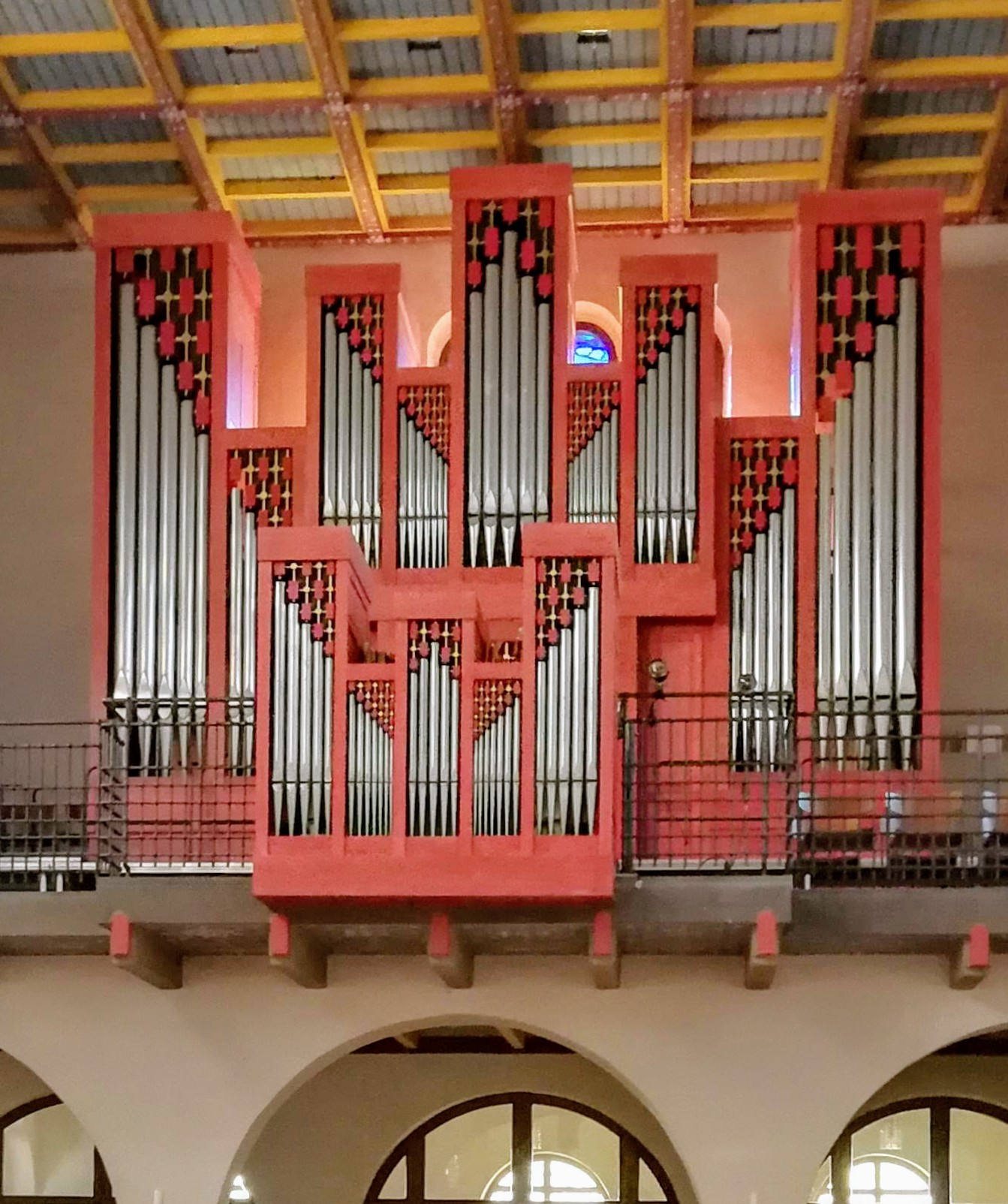
Die heutige Orgel

Die heutige Orgel von St. Martin wurde 1983 von der Orgelbaufirma Rieger aus Schwarzach in Vorarlberg gebaut.
Sie besitzt Schleifladen, mechanische Spiel- und elektrische Registertraktur, einen freistehenden Spieltisch (schwarze Unter-, weiße Obertasten), drei Manuale und Pedal, ca. 2700 Pfeifen und hat 43 klingende Register.
Gehäuse und Spieltisch sind aus rot gefärbtem Holz ausgeführt.
2021 erfolgte eine Reinigung  und Erweiterung durch die Firma TastenReich.
Die Disposition lautet:
| I Rückpositiv C–g3 |       |
| Holzgedackt        | 8′    |
| Quintade           | 8′    |
| Prinzipal          | 4′    |
| Rohrflöte          | 4′    |
| Octav              | 2′    |
| Larigot            | 1 ⁄3′ |
| Sesquialtera II    | 2 ⁄3′ |
| Scharff III        | 1′ *  |
| Rankett            | 16′   |
| Krummhorn          | 8′    |
| Tremulant          |       |

| II Hauptwerk C–g3 |         |
| Bourdon           | 16′     |
| Principal         | 8′      |
| Spitzflöte        | 8′      |
| Konzertflöte      | 8′ **   |
| Octav             | 4′      |
| Nachthorn         | 4′      |
| Quinte            | 2 ⁄3′   |
| Superoctav        | 2′      |
| Mixtur Ill        | 1 ⁄3′ * |
| Cornett V         | 8′      |
| Trompete          | 8′      |
| Zimbelstern       |         |

| III Schwellwerk C–g3 |        |
| Rohrflöte            | 8′     |
| Gamba                | 8′     |
| Vox céleste          | 8′     |
| Praestant            | 4′     |
| Koppelflöte          | 4′     |
| Nasard               | 2 ⁄3′  |
| Blockflöte           | 2′     |
| Terz                 | 1 3⁄5′ |
| Sifflet              | 1′     |
| Plein Jeu IV         | 2′ *   |
| Basson               | 16′    |
| Hautbois             | 8′     |
| Clairon              | 4′     |
| Tremulant            |        |

| Pedal C–f1      |         |
| Principalbaß    | 16′     |
| Subbaß          | 16′     |
| Octavbaß        | 8′      |
| Gedacktbaß      | 8′      |
| Choralbaß       | 4′      |
| Rohrschelle     | 2′      |
| Rauschpfeife II | 2 ⁄3′ * |
| Bombarde        | 16′     |
| Posaune         | 8′      |

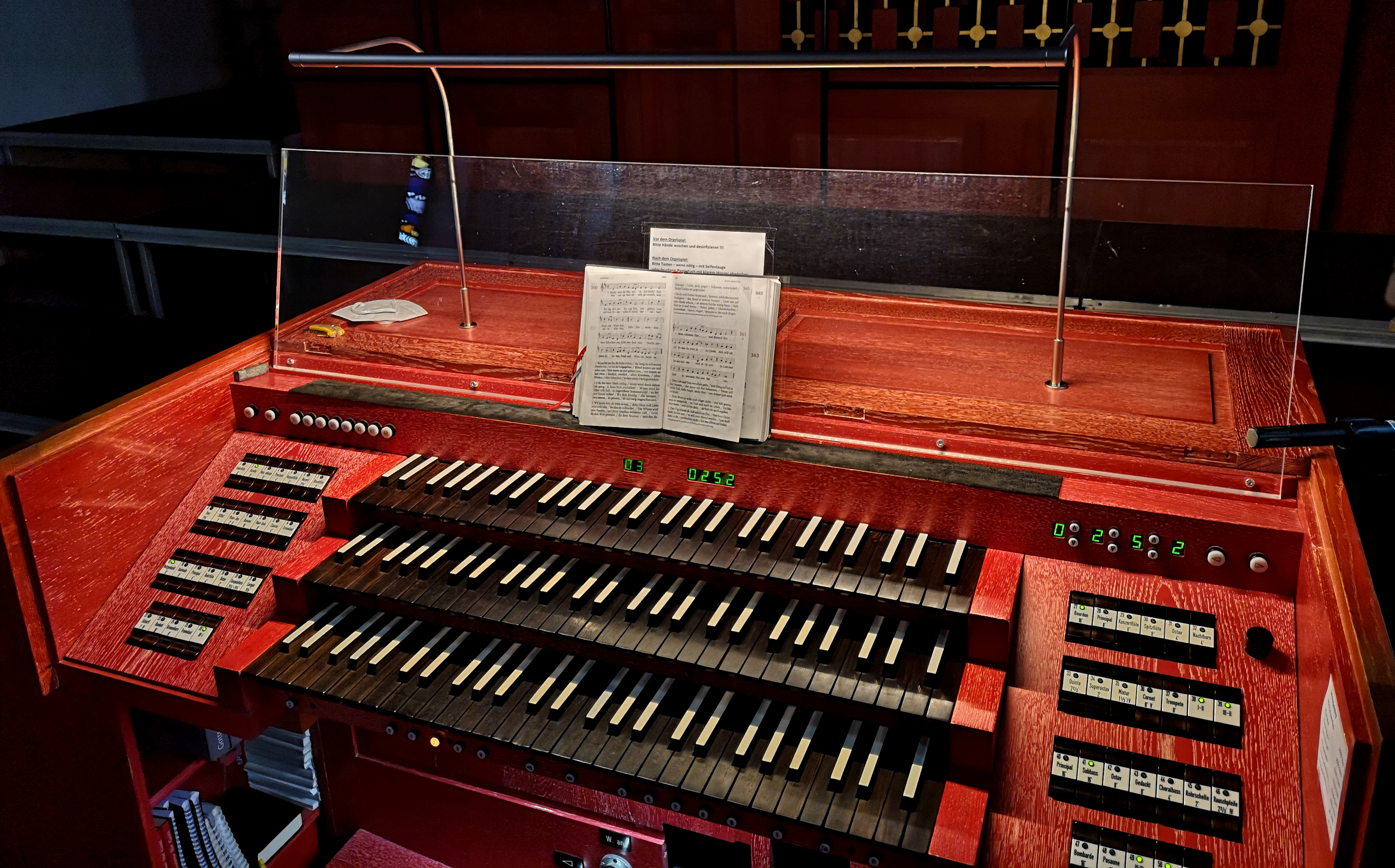
Spieltisch 2021

- Koppeln: I/II, III/I, III/II, I/P, II/P, III/P
- Spielhilfen: 10.000-fache Setzeranlage, Walze, Sequenzer
- Mit * markierte Register 2021 verändert, mit ** markiertes Register 2021 hinzugefügt.

## Glocken
Im Turm hängen heute fünf Bronzeglocken.
| Nr. | Name             | Schlagton/ Nominal | Durchmesser (mm) | Gewicht (kg) | Gussjahr        | Gießer                                                                 |
| --- | ---------------- | ------------------ | ---------------- | ------------ | --------------- | ---------------------------------------------------------------------- |
| I   | Christ König     | es ' - 7           | 1343             | 1550         | 1960            | Hans Georg Hermann Maria Hüesker, Fa. Petit & Gebr. Edelbrock, Gescher |
| II  | Maria            | f ' - 7            | 1188             | 1050         | 1960            | Hans Georg Hermann Maria Hüesker, Fa. Petit& Gebr. Edelbrock, Gescher  |
| III | Johann Baptist   | g ' - 7            | 1059             | 0750         | 1960            | Hans Georg Hermann Maria Hüesker, Fa. Petit& Gebr. Edelbrock, Gescher  |
| IV  | Georg + Matthias | as ' - 7           | 1020             | 0600         | 1928            | Werner Hubert Paul Maria Hüesker, Fa. Petit& Gebr. Edelbrock, Gescher  |
| V   | Johannes         | b ' - 6            | 0492             | 070          | Mitte 16. Jhdt. | Heinrich (II.) Ouerraide (?)                                           |

Glocke I: C H R I S T – K Ö N I G S – G L O C K E

CHRISTO REGI GLORIFICATO IN SANCTIS SUIS

NECNON IN BEATO MARTINO HUIUS

ECCLESIAE PATRONO BENEDICTIO ET

CLARITAS ET SAPIENTIA ET GRATIARUM

ACTIO HONOR ET VIRTUS ET FORTITUDO

IN SAECULA SAECULORUM

MDCCCCLX

Dem König Christus verherrlicht in seinen Heiligen, auch im hl. Martin, dem Schutzpatron dieser Kirche, sei Lob, Herrlichkeit, Weisheit, Ehre, Tugend und Tüchtigkeit für die Gnadenerweisungen in Ewigkeit. - 1960
Glocke II: M A R I E N – G L O C K E

AD LAUDEM MARIAE REGINAE IN CAELUM ASSUMPTAE

VIVOS VOCO

MORTUOS PLANGO

FULGURA FRANGO

MDCCCCLX
Zum Lobe der Königin Maria, die in den Himmel aufgefahren ist. ich rufe die Lebenden, ich beklage die Toten, die Blitze breche ich. - 1960
Glocke III: J O H A N N – B A P T I S T – G L O C K E

PRIMUM ANNO 1713 FUSA ET S. JOANNI BAPISTAE DICATA –

ATROCI BELLO 1942 NECATA –

1960 JOANNE LASSIEBEN PASTORE REVIVIFICATA PRAEDICO:

PARATE VIAM DOMINI

Zuerst im Jahre 1713 gegossen und dem hl. Johannes dem Täufer geweiht –
im schrecklichen Krieg 1942 vernichtet –
1960 durch den Pfarrer Johannes Lassieben wiederhergestellt spreche ich aus:
bereitet dem Herrn den Weg.
Glocke IV: G E O R G S – U N D M A T T H I A S – G L O C K E

DEO OPTIMO ET SS GEORGIO MATTHIAE ET SEBASTIANO NEC NON OMNIBUS SANCTIS DEI –
SUB A. R. JOE REIFFERSCHEIDT PASTORE IN RHEINBACH ET REDO. DNO. PAULO RATHS VICARIO –
 DOMINUS JOANNES HENRICUS DE ZAPP ARCHIEPISCOPALIS COLONIENSIS CAMERAE DIRECTOR
ET DNA MARIA ALEXANDRINA DE SPIS ABBATISSA IN CAPELLEN BENEFACTORES ECCLESIAE –
EDMUNDUS LE FEBURE ME FUDIT ANNO 1695.
Dem besten Gott, dem hl. Georg, Matthäus und Sebastian, auch allen Heiligen Gottes -
unter A. R. Joe Reifferscheidt, Pfarrer in Rheinbach, und dem ehrwürdigen Herrn Paul Raths, Kaplan - der ehrwürdige Herr Johannes Heinrich von Zapp, Direktor des erzbischöflichen Kölner Generalvikariats, und Herrin Maria Alexandrina von Spis, Äbtissin in Capellen, Wohltäter der Kirche – Le Febure goss mich im Jahr 1695.
MORTUA SUM ANNO 1923, SED REVIVERE ME FECERUNT ANNO 1928 PETIT ET FRATRES EDELBROCK IN GESCHER
Zerstört wurde ich im Jahre 1923, aber ich wurde wiederhergestellt im Jahre 1928 durch die Glockengießerei Petit & Gebr. Edelbrock in Gescher
Glocke V:
J O H A N N E S – G L O C K E

JOH x EN x KANN x NEIT x SPRECHEN x NOCH x
KANN x ICH x RUFFER x VND x LANSKNECH x RECHEN (???)
- Glocken I-IV Veni Sancte Spiritus (Gotteslob Nr. 343, es-f-g-as-g-f-es-f)

## Pfarrgemeinde
Am 1. Januar 2010 wurden die Pfarrgemeinden im Stadtgebiet von Rheinbach vom Erzbistum Köln zur Kath. Kirchengemeinde St. Martin, Rheinbach zusammengeschlossen. Lediglich die Kath. Kirchengemeinde St. Martin in Wormersdorf verblieb im Seelsorgebereich Meckenheim.
Pfarrkirche der neuen Pfarrei wurde die St.-Martins-Kirche in der Kernstadt. Zur Pfarrgemeinde gehören außerdem folgende Kirchen und Kapellen:
- St. Martin in Flerzheim
- St. Martin in Hilberath
- St. Bartholomäus in Kalenborn
- St. Mariä Himmelfahrt in Merzbach
- St. Margareta in Neukirchen
- St. Antonius in Niederdrees
- St. Ägidius in Oberdrees
- St. Joseph in Queckenberg
- St. Basilides in Ramershoven
- St. Hubertus in Todenfeld

Hinzu kommt noch die Waldkapelle als regionaler Wallfahrtsort, welche aber keinen Altar besitzt und damit auch keinen regulären Gottesdienstort bildet.
Seit den 1970er-Jahren waren Pallottiner (SAC) Pfarrer in mehreren der damals selbständigen Pfarreien. Die Seelsorger wurden seit 2012 vom Deutschen Orden (OT) gestellt. Die Tätigkeit der drei Patres endete mit dem 15. November 2014, nachdem es zu Konflikten mit der Gemeinde gekommen war und auch eine Konfliktmoderation durch das Erzbistum Köln scheiterte. Seitdem war Hermann Josef Zeyen Pfarrverweser, seit dem 1. Februar 2016 ist Bernhard Dobelke Pfarrer von St. Martin Rheinbach.